# یمتلاندس فلایگ
یمتلاندس فلایگ (به انگلیسی: Jämtlands Flyg) یک شرکت هواپیمایی است که در تاریخ ۱۹۵۴ میلادی تأسیس شده است.
دفتر مرکزی یمتلاندس فلایگ در اوستشوند، یمتلاند، سوئد واقع شده‌است و قطب این شرکت هواپیمایی در بالگردگاه گویکن/اوستشوند قرار دارد.